# Tunka-Experiment
Das Tunka-Experiment misst Luftschauer, die durch geladene kosmische Strahlung oder hochenergetische Gammastrahlung ausgelöst werden. Es befindet sich in Sibirien in der Nähe des Baikalsees im Tunkatal. Das Tunka-Experiment fasst unter dem Namen TAIGA (englisch: Tunka Advanced Instrument for cosmic ray physics and Gamma Astronomy) mittlerweile fünf verschiedene Detektorsysteme zusammen: Tunka-133, Tunka-Rex und Tunka-Grande für geladene kosmische Strahlung sowie Tunka-HiSCORE und Tunka-IACT für Gammastrahlung.

## Tunka-133

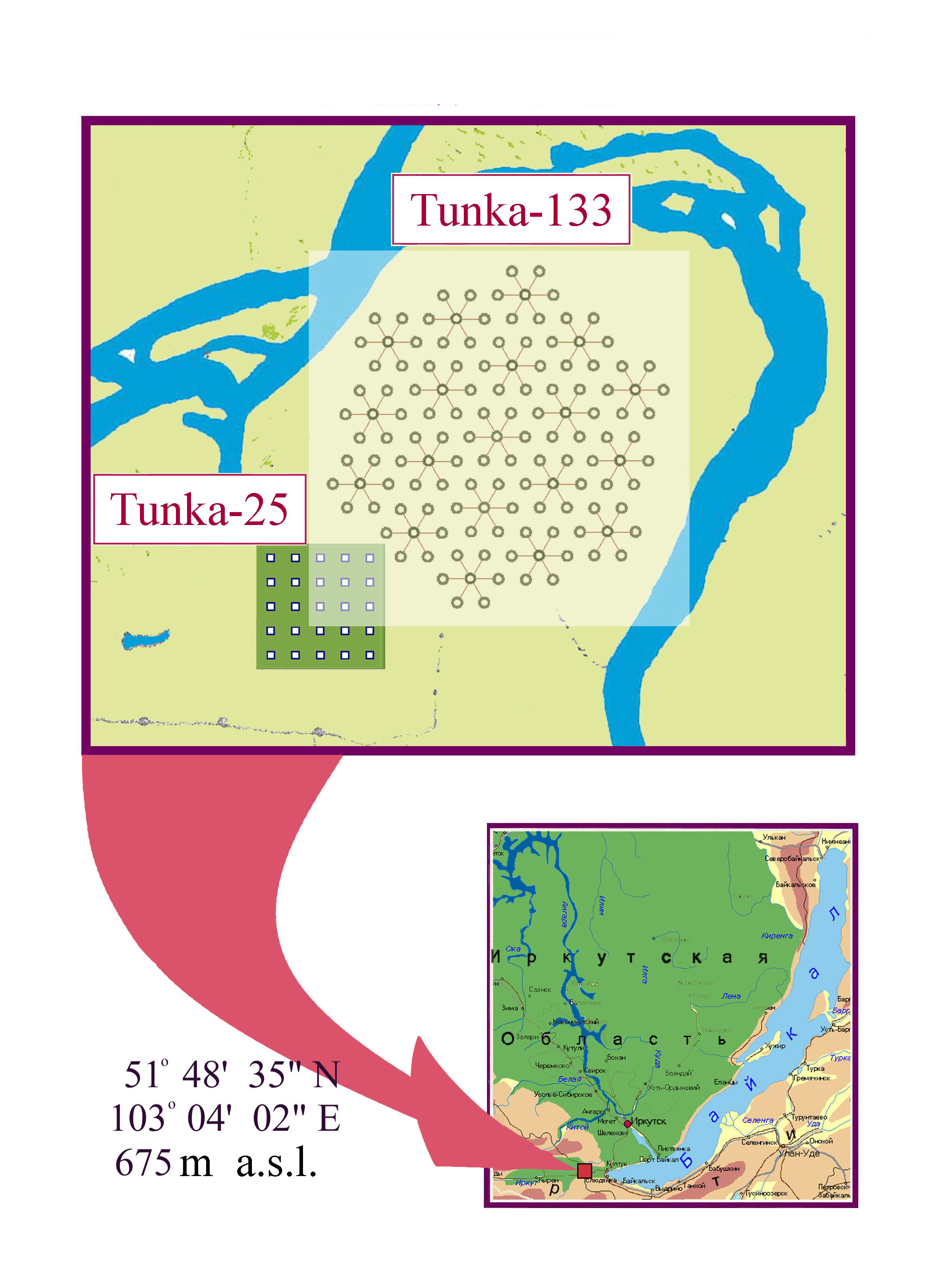
Karte des Tunka-133-Experiments in Sibirien

Tunka-133 ist der erste Detektor von TAIGA und wurde 2009 als Nachfolger von Tunka-25 eingeweiht. Tunka-133 ist ein 1 km² großes Messfeld aus 133 Photomultiplier-Detektoren, mit dem in dunklen, klaren Nächten das Cherenkovlicht der Luftschauer gemessen wird. Aus diesen Messungen lässt sich die Ankunftsrichtung, die Energie und die Art der kosmischen Strahlung rekonstruieren. Auf diese Weise soll mit Hilfe des Tunka-Experiments der Ursprung der hochenergetischen kosmischen Strahlung bestimmt werden. Das Tunka-Experiment deckt in etwa den gleichen Energiebereich wie das KASCADE-Grande-Experiment am Karlsruher Institut für Technologie (KIT) in Deutschland und wie der Oberflächendetektor von IceCube am Südpol ab, nämlich bis etwa 1 EeV. Allerdings benutzt Tunka-133 eine andere Messtechnik und kann so die Ergebnisse von KASCADE-Grande und IceCube unabhängig überprüfen.

## Tunka-Rex
Tunka-Rex war zusammen mit Tunka-HiSCORE die erste Erweiterung im Rahmen einer von 2012 bis 2015 laufenden Helmholtz-Russia-Joint-Research-Group (HRJRG). Seit 2012 wurde es bis 2016 schrittweise auf insgesamt 63 Antennen ausgebaut, die die gesamte Fläche von Tunka-133 abdecken. Durch Vergleich mit Tunka-133 konnte gezeigt werden, dass die Radiomessungen von Tunka-Rex die gleiche Genauigkeit für die Energie der kosmischen Strahlung erreichen wie die Cherenkovlicht-Messungen von Tunka-133. Während die Cherenkovlicht-Messungen jedoch nur in klaren Nächten möglich sind, kann mit der Radiotechnik rund um die Uhr gemessen werden.

## Tunka-Grande
Tunka-Grande ist ein Messfeld aus 19 Messstationen mit Teilchendetektoren, die vom mittlerweile beendeten KASCADE-Grande-Experiment stammen. Die Stationen sind ebenfalls innerhalb von Tunka-133 aufgebaut und messen stets gemeinsam mit den Radioantennen von Tunka-Rex. Durch diese Kombination verschiedener Messtechniken soll eine höhere Genauigkeit für die Eigenschaften der kosmischen Strahlung erreicht werden, insbesondere für deren Zusammensetzung.

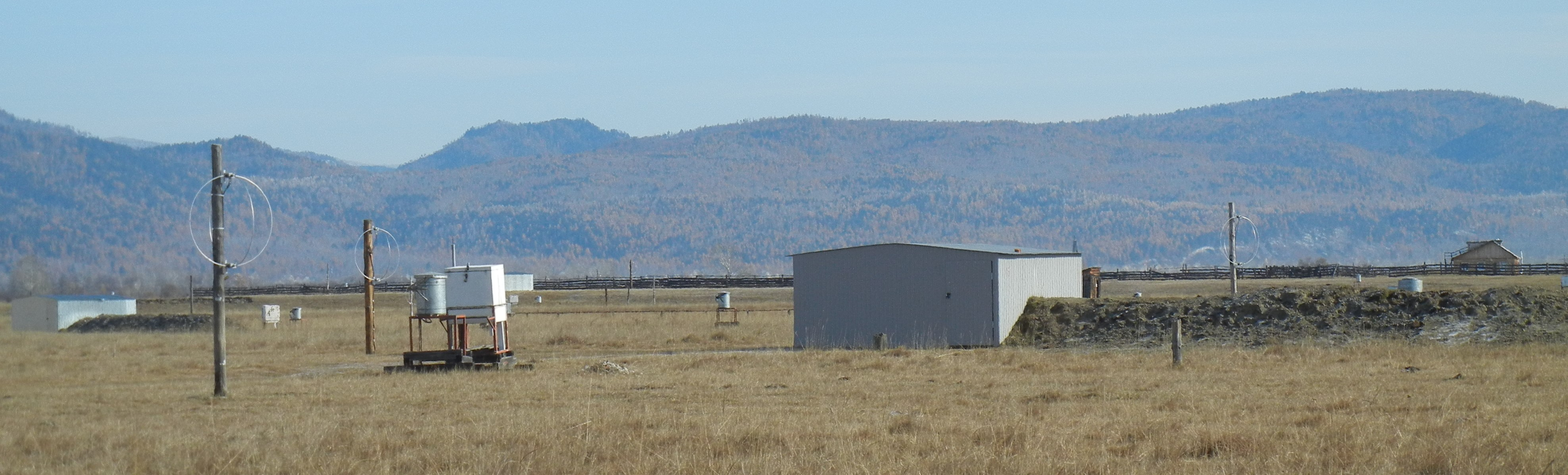
Detektoren für kosmische Strahlung am Tunka-Experiment (TAIGA): Tunka-133, Tunka-Rex und Tunka-Grande

## Tunka-HiSCORE
Tunka-HiSCORE verwendet das gleiche Messprinzip wie Tunka-133, allerdings mit deutlich empfindlicheren und genaueren Detektoren HiSCORE-Experiments. Insbesondere die höhere Zeitgenauigkeit führt zu einer besseren Winkelauflösung, die entscheidend für das wissenschaftliche Ziel ist: Mit Tunka-HiSCORE sollen Quellen hochenergetischer Gammastrahlung identifiziert werden. Erste Prototypstationen von HiSCORE wurden 2012 ausgebaut und seit 2016 sind 29 Stationen auf einer Fläche von 0,3 km² in Betrieb. Ein weiterer Ausbau ist für 2017 geplant.

## Tunka-IACT

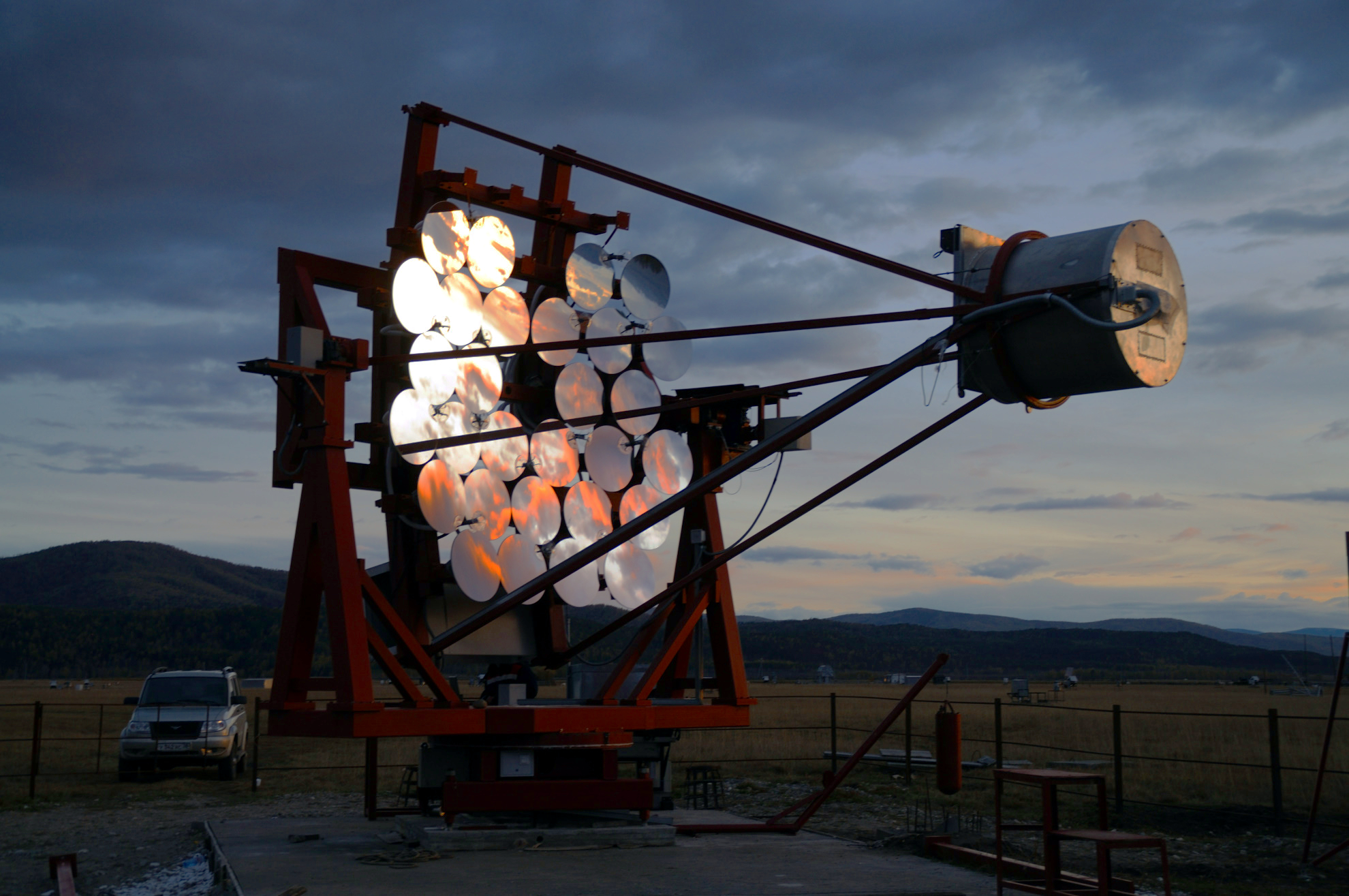
IATC im TAIGA-Observatorium (2018)

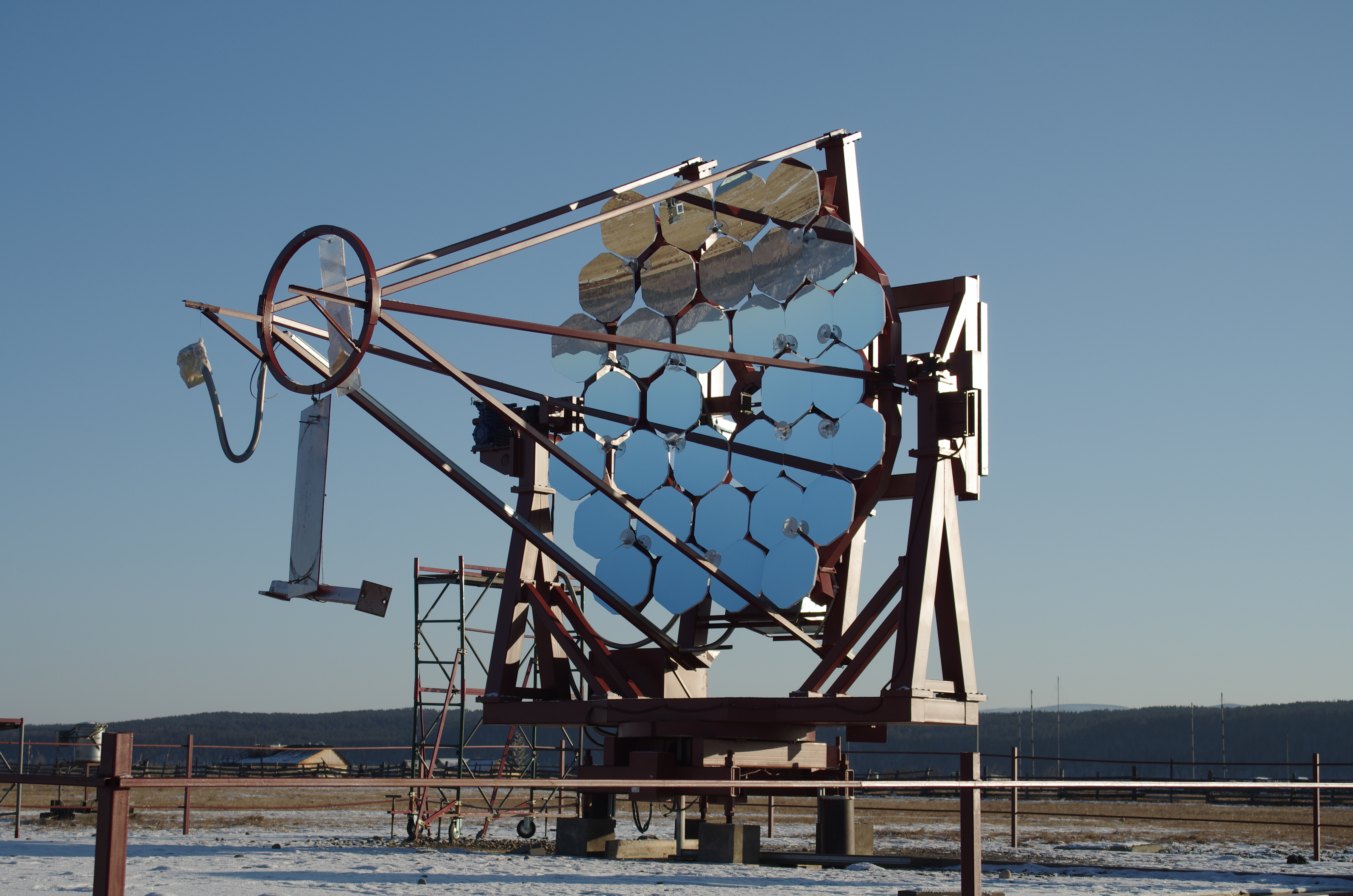
IATC 2, Januar 2020

Tunka-IACT wird aus abbildenden Cherenkovlicht-Teleskopen bestehen und nach dem gleichen Prinzip wie MAGIC, H.E.S.S und CTA funktionieren. Die Kombination mit HiSCORE ermöglicht hierbei eine höhere Maximalenergie der beobachtbaren Gammastrahlung. Der Bau des ersten Teleskops ist inzwischen weitgehend abschlossen (Stand November 2016).